# Xã Jefferson, Quận Union, South Dakota
Xã Jefferson (tiếng Anh: Jefferson Township) là một xã thuộc quận Union, tiểu bang Nam Dakota, Hoa Kỳ. Năm 2010, dân số của xã này là 943 người.